# لوتتسبورگ
لوتتسبورگ (به آلمانی: Lütetsburg) یک شهر در آلمان است که در آوریش واقع شده‌است. لوتتسبورگ ۸۰۳ نفر جمعیت دارد.